# Closterium dianae
Closterium dianae là một loài Song tinh tảo trong họ Desmidiaceae, thuộc chi Closterium.